# Jacky Peeters
Jacky Peeters (* 13. Dezember 1969 in Bree) ist ein ehemaliger belgischer Fußballspieler.

## Leben
Peeters begann seine Profikarriere bei KVV Overpelt Fabriek. 1994 wechselte er zum KRC Genk. Mit dem Klub gelang 1996 der Aufstieg in die Pro League. 1998 verließ er als belgischer Vizemeister den Klub und ging nach Deutschland zu Arminia Bielefeld. Mit dem Klub stieg er in die Bundesliga auf. Nachdem der Klassenerhalt verpasst wurde, kehrte Peeters nach Belgien zurück und unterschrieb bei KAA Gent. Zu Beginn der Saison 2004/05 wechselte er zu KVV Heusden-Zolder in die vierte belgische Liga.
Peeters war belgischer Nationalspieler. Seit seinem Debüt beim 5:5-Unentschieden gegen die Niederlande am 4. September 1999 lief er 17 Mal für die roten Teufel auf. Er gehörte bei der Europameisterschaft 2000 und der Weltmeisterschaft 2002 zum belgischen Kader.